# 虎克粗叶木
虎克粗叶木（学名：Lasianthus hookeri），为茜草科粗叶木属下的一个植物种。